# Boquila trifoliolata
Boquila trifoliolata — вид квіткових рослин родини лардізабалових (Lardizabalaceae).

## Поширення
Вид поширений в помірних лісах центральної і південної частини Чилі і Аргентини.

## Опис
Ліана. Листя поліморфне, мімікрує під листя дерев-господарів. Квіти білі. Плоди невеликі, круглі, використовуються місцевим населенням у їжу. У кожному плоді 1-5 насінин.